# Cantó de Biàrritz-Est
El cantó de Biàrritz-Est, (en euskera Biarritz-Ekialdea) és una divisió administrativa francesa, situada al departament dels Pirineus Atlàntics i la regió Nova Aquitània.
El seu Conseller general és Juliette Séguéla, d'UDF. Està format per una part de la vila de Biàrritz.

## Consellers generals
| Data d'elecció                             | Identitat            | Partit | Qualitat |
| ------------------------------------------ | -------------------- | ------ | -------- |
| 1973                                       | Didier Borotra       |        |          |
| 1976                                       | Jean-Pierre Destrade | PS     |          |
| 1982                                       | Didier Borotra       | UDF    |          |
| 1988                                       | Didier Borotra       | UDF    |          |
| 1993                                       | Juliette Séguéla     | UDF    |          |
| 1994                                       | Juliette Séguéla     | UDF    |          |
| 2001                                       | Juliette Séguéla     | UDF    |          |
| 2008                                       | Juliette Séguéla     | MoDem  |          |
| No es coneixen les dades anteriors a 1974. |                      |        |          |